# Jandaia
Jandaia este un oraș în Goiás (GO), Brazilia.